# IFK Malmö Handboll

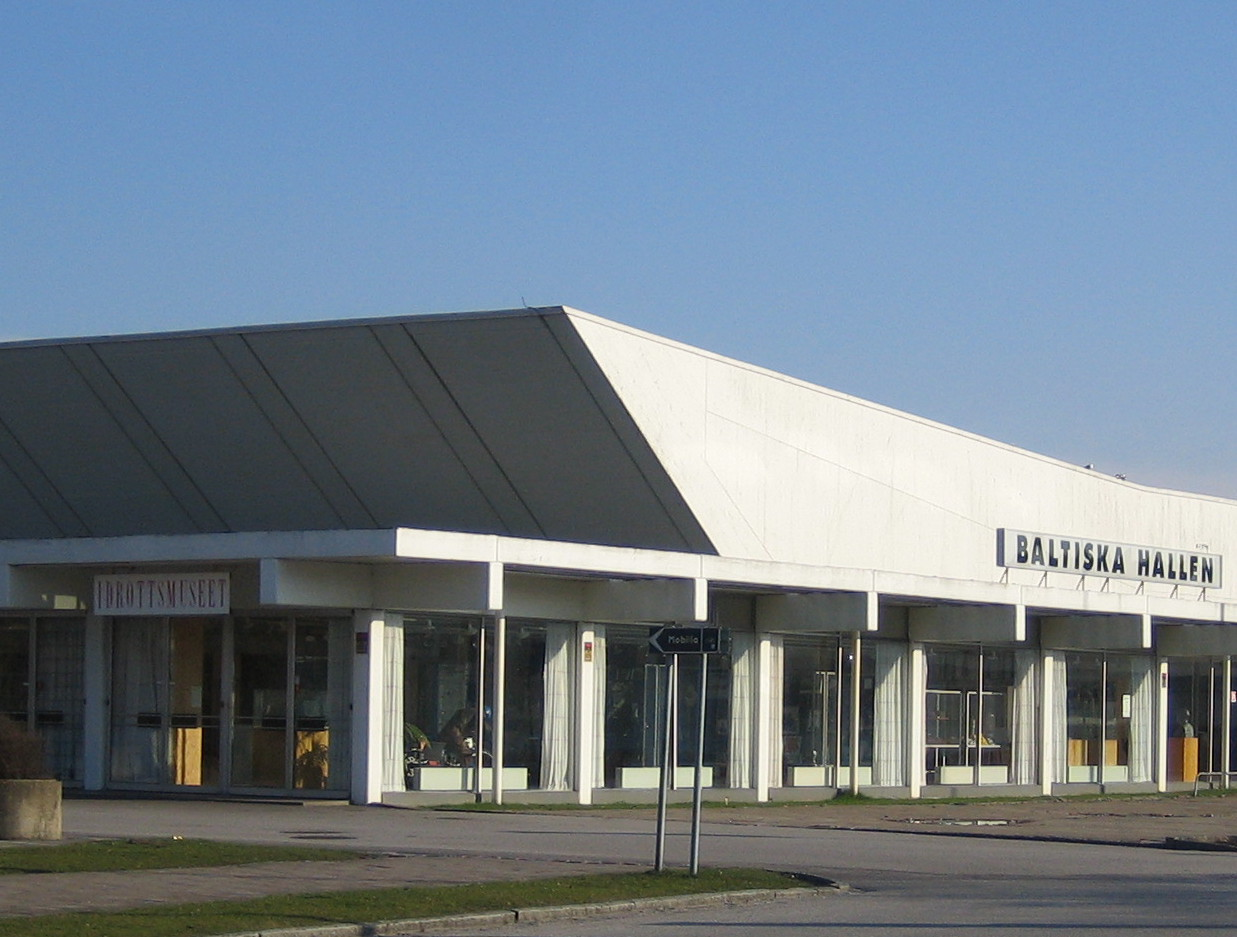
Tidigare var Baltiska hallen (se bild) IFK Malmös hemmahall. Sedan 2016 spelas hemmamatcherna i Stapelbäddens Idrottshall.

IFK Malmö Handboll är en svensk handbollsklubb från Malmö, bildad 1933. Sedan mitten av 1980-talet är den en fristående förening, efter att den brutit sig loss från IFK Malmö. IFK Malmö spelade för första gången i högsta ligan (Allsvenskan) 1942 och det har man gjort sammanlagt i 20 säsonger.
Elitverksamheten övertogs från och med säsongen 2007/2008 av en separat förening under namnet HK Malmö.

## Verksamhet 2019/2020
IFK Malmö Handboll bedriver sin verksamhet i gymnastiksalar och idrottshallar enligt följande: Stapelbäddens Idrottshall, Glasbrukshallen, Geijersskolans Sporthall, Limhamns Sporthall, Sundsbroskolans Sporthall, Gottorpshallen och Dammfriskolans gymnastiksal. I Stapelbäddens Idrottshall spelas 95 procent av föreningens cirka 360 hemmamatcher. Resterande spelas i Gottorpshallen.
Föreningen har över 400 aktiva handbollsspelare från 5 år och uppåt. 60 procent av dessa är tjejer.
För att popularisera handbollen i Malmö, genomför föreningen "skolhandboll" efter skoldagens slut på en del skolor.

## Seriehistorik
- Allsvenska säsonger: 20
- Allsvensk serieseger: 1974
- Allsvensk andraplats: 1957
- Allsvensk tredjeplats: 1959, 1976
- Allsvensk fjärdeplats: 1954, 1958, 1973
- Allsvenska maratontabellen: 21:e placering
- Allsvensk skyttekung: Kjell Jönsson 132 mål, 1957–1958
- SM-slutspel: 1972–1973, 1973-1974, 1975–1976
- Senaste elitseriesäsong: 2003–2004
- Säsong 2022/2023 hade IFK Malmö Handboll ett Damseniorlag i Division 4.
- Säsong 2022/2023 hade IFK Malmö Handboll även ett Herrseniorlag i Division 4.[1]

## Arenan
Hemmahall från augusti 2016 är "Stapelbäddens Idrottshall" i stadsdelen Västra hamnen, där merparten av alla hemmamatcher spelas, av såväl ungdomslag som lag som använder handbollsklister.
Baltiska hallen var tidigare IFK Malmös hemmaarena.